# Monascus kaoliang
Monascus kaoliang är en svampart som beskrevs av C.F. Lin & Iizuka 1975. Monascus kaoliang ingår i släktet Monascus och familjen Monascaceae.   Inga underarter finns listade i Catalogue of Life.